# كريس مان
كريس مان (بالإنجليزية: Chris Mann)‏ هو مغن مؤلف ومغني أوبرا وملحن أمريكي، ولد في 5 مايو 1982 في ويتشيتا في الولايات المتحدة.

## وصلات خارجية
- كريس مان على موقع IMDb (الإنجليزية)
- كريس مان على موقع ميوزك برينز (الإنجليزية)
- كريس مان على موقع أول ميوزيك (الإنجليزية)
- كريس مان على موقع ديسكوغز (الإنجليزية)
- كريس مان على موقع قاعدة بيانات الفيلم (الإنجليزية)